# Gert-Jan Segers
Gert Jan Maarten Segers (Lisse, 1969. július 9. –) holland politikus, 2015 és 2023 között a Keresztény Unió vezetője. 2012 óta a Képviselőház tagja, 2015 óta pedig parlamenti frakcióvezető.

## Élete
Politológiát tanult a Leideni Egyetemen, majd a Johns Hopkins Egyetemen szerzett mesterfokozatot nyugati–iszlám kapcsolatok és Közel-Kelet témakörben. 2000 és 2007 között keresztény misszionáriusként praktizált Egyiptomban. 2008 és 2012 között a Keresztény Unió G. Groen van Prinsterer Stichting nevű think tankjának elnöke volt. A Nederlands Dagblad holland újság rovatvezetője is; írt két, a politikai iszlámot kritizáló könyvet, valamint két regényt.
Segers a 2012-es holland választást követően került be a Képviselőházba. 2015-ben Arie Slobot követte pártvezérként és parlamenti frakcióvezetőjeként. A 2017-es általános választásokon a Keresztény Unió megtartotta mind az öt mandátumát. Mark Rutte miniszterelnök először a GroenLinks felé fordult, hogy megalakítsa harmadik kabinetjét, de a politikai nézeteltérések megakadályozták a közös kormányformálást. Rutte így a VVD régi koalíciós partneréhez, a Keresztény Unióhoz fordult, sikeres szövetséget alakítva. 

## Magánélete
Segers házas, három gyereke van. 

## Írásai (válogatás)
- 2000: Overwinteren, regény. ISBN 978-9023990314.
- 2009: Twee broers en een meisje met geel haar, regény. ISBN 9789023913542.
- 2009: Voorwaarden voor vrede: De komst van de islam, de integratie van moslims en de identiteit van Nederland. ISBN 978-9058814401.
- 2012: Wat christenen geloven en moslims niet begrijpen, (Marten de Vries-zel). ISBN 978-9023920427.
- 2016: Hoop voor een verdeeld land. Amsterdam, Uitgeverij Balans. ISBN 978-94-6003-191-5.

## Fordítás
Ez a szócikk részben vagy egészben  a   Gert-Jan Segers című angol Wikipédia-szócikk ezen változatának fordításán alapul.  Az eredeti cikk szerkesztőit annak laptörténete sorolja fel. Ez a jelzés csupán a megfogalmazás eredetét és a szerzői jogokat jelzi, nem szolgál a cikkben szereplő információk forrásmegjelöléseként.